# Zilog
Zilog, Inc. — компания, производящая микропроцессоры. Обычно встречается стилизованное название ZiLOG (официальное название с 1998 года до июня 2007 года).

## История
Компания Zilog была основана в 1974 году тремя инженерами Intel, их не устраивало то, что Intel уделяла мало внимания разработке процессоров, особенно после выпуска процессора Intel 8080.
Инициатором основания новой компании был Федерико Фаджин, главный разработчик процессора Intel 4004 и Intel 8080, его основной идеей было создание компании, целиком посвящённой разработке «камней». К новому проекту присоединился интеловский менеджер Ральф Унгерманн (англ. Ralph Ungermann) и японский инженер Масатоси Сима (англ. Masatoshi Shima) — также разработчик Intel 4004.
Название для новой компании предложил Унгерманн: последнее слово «Z» в интегрированной «I» логике «log» (англ. last word in integrated logic) — Zilog.
Команда немедленно приступила к работе над новым CPU. За основу был взят 8080, который был значительно усовершенствован, а самое главное — был гораздо дешевле изделий Intel. Это был знаменитый Z80.
В 1980 году Zilog стала дочерней компанией Exxon, но в 1989 г. администрация и работники выкупили компанию обратно. 

В 1998 г. Zilog была приобретена компанией Texas Pacific Group, которая реорганизовала её в конце 2001 года.

В январе 2008 года Zilog отклонила предложение Universal Electronics Inc по приобретению компании.
Торговалась на бирже NASDAQ под обозначением ZILG.

### Хронология производства процессоров
- Zilog Z80 (1976 год)
- Zilog Z8000 (1978 год)
- Zilog Z8[англ.] (1979 год)
- Zilog Z800 (1985 год)
- Zilog Z80000 (конец 1985 года)
- Zilog Z280 (начало 1986 года)
- Zilog Z180 (конец 1986 года)
- Zilog Z380 (1994 год)
- Zilog eZ80[англ.] (2001 год)
- Zilog eZ8 (2005 год)[источник не указан 575 дней]
- Zilog Z16 (2006 год)[источник не указан 575 дней]
- Zilog Z8051 (2012 год)[источник не указан 575 дней]